# Sendero nacional de Israel
Sendero nacional de Israel (en hebreo: שביל ישראל, Shvil Yisra'el) es una ruta de senderismo que atraviesa el estado de Israel de norte a sur, cubriendo parajes a lo largo y ancho del país. Su extremo norte se encuentra en Dan, cerca de la frontera con el Líbano, y se extiende hasta Eilat en el extremo sur. Tiene una longitud total de 940-1000 kilómetros.
El sendero está marcado con tres rayas (blanca, azul y naranja), y lleva un promedio de 45 días en completar a pie. No entra en los  Altos del Golán ni en Cisjordania.
El Sendero Nacional de Israel ha sido incluido en la lista de las 20 rutas épicas para hacer senderismo de la National Geographic. Se describe como un camino que "ahonda en gran escala en paisajes bíblicos, así como en la vida cotidiana del israelí moderno".

## Historia
El Camino Nacional de Israel (INT) es la creación de Avraham Tamir, un periodista y excursionista que caminó por el sendero de los Apalaches a finales de los 70 y Ori Dvir, excursionista, educador y uno de los fundadores de la Sociedad para la Protección de la Naturaleza en Israel (SPNI) .
El INT tiene más de 1000 kilómetros de largo y está marcado, administrado y mantenido por el Comité de Senderos de Israel, que también llama, marca y mantiene los 15.000 kilómetros de rutas de senderismo por todo Israel. El Sendero Nacional de Israel fue inaugurado oficialmente por el entonces Presidente de Israel, Ezer Weizmann en 1994. Uno de sus propósitos es dar a los israelíes una forma de experimentar toda la amplitud de la tierra de primera mano. Las diversas secciones del camino se han añadido progresivamente durante este desarrollo.
En 2003 una porción del camino fue desviada de la llanura de Sharon y ahora corre a lo largo de la costa. Las razones para el cambio fueron el desarrollo de la autopista 6, evitando el riesgo de seguridad de caminar por la Línea Verde y el deseo de agregar a las secciones de senderos vistas a la ciudad y al mar.
Según las estadísticas recopiladas en 2010, sólo 4 de cada 10 excursionistas completan el camino completo.  Reconociendo esto, los planificadores lo dividieron en secciones más pequeñas que se pueden recorrer por separado. Algunas secciones se pueden completar en viajes de un día o durante el fin de semana.
Debido a que la sección sur del sendero pasa por muchas áreas aisladas como el Desierto de Judea y el Néguev, los excursionistas deben almacenar suministros de comida y agua en puntos designados en el sendero antes de comenzar la caminata o pagar por suministros que se entregarán.
Los excursionistas pueden buscar ayuda de los "ángeles del sendero". Por ejemplo, en el Kibbutz Yagur, un soldado deja la llave de su habitación para los excursionistas que necesiten un lugar para dormir y un agricultor en el bosque de Hadera ofrece dormitorios a cambio de un día de trabajo.

## Premios y reconocimientos
En 2012, la revista National Geographic incluyó el sendero en su lista de mejores senderos. Fue elogiado por "conectar con algo que a menudo se pierde en todos los titulares: la belleza sublime del desierto de Oriente Medio". Según la revista, "la alegría del sendero es encontrarse con los israelíes caminando por ella, y pasar algún tiempo en pequeños kibbutzim donde la gente local lleva a los excursionistas a sus hogares"

## Secciones

#### Naftali Ridge y los acantilados de Ramim (Alta Galilea)
En las laderas orientales de los acantilados de Ramim (Matzoc Ramim) en la Alta Galilea hay varios caminos de tierra y rutas de senderismo, manantiales y puntos de observación con vistas al valle de Hula. El Sendero Nacional de Israel está marcado aquí por caminos forestales y vistas de los bosques plantados y el sotobosque natural. El área se extiende desde una cantera de arenisca desierta sobre Kiryat Shmona, a la altura de 280m sobre el nivel del mar, hacia el sur hacia la Fortaleza Yesha (Metzudat Yesha). En el otoño, el rastro es rico en flores que pronostican la lluvia, especialmente tipos de azafrán y primeros ciclamenos florecientes.

#### Kadesh Ili y la fortaleza de Yesha (Alta Galilea)
El fondo del cañón es caliza dura, y el camino se encuentra a la sombra de la copa de los árboles. En otra parte a lo largo de la corriente de Kadesh, los caminantes pueden subir los pasos de la roca encima de la orilla meridional de la secuencia para ver el barranco de arriba. El sendero continúa hasta la fortaleza de Yesha, hasta la estructura funeraria de Nebi Yusha y hasta el punto de salida.

#### El estacionamiento del arroyo Meron a las ruinas de Ein Zeved y de Shema (Alta Galilea)
Un sendero circular en las laderas orientales del Monte Merón. El sendero sube hacia arriba desde el estacionamiento a través del arroyo Meron Stream y el arroyo Meron Ili , Ein Zeved, "La silla de Elías" (Kisse Eliyahu, un pilar de roca que se asemeja a la forma de un asiento), las ruinas de Shema y de regreso al estacionamiento. Parte del sendero tiene marcas regulares de senderos. Durante la primavera se puede ver una gran variedad de flores, incluyendo las orquídeas. Hacia el verano, aparecen diferentes flores y colorean el área amarilla. La fruta de frambuesa madura al final del verano.

#### Monte Tabor (Baja Galilea)
Como dice en el libro de Jeremías, "como Tabor entre las montañas", la presencia del Monte Tabor es muy visible. El sendero lleva a los excursionistas hasta el Tabor y alrededor de los monasterios en su pico, cerca de los restos de antiguas murallas, cuevas, antigüedades expuestas, flores de primavera y por supuesto, las vistas a cualquier dirección de los lados de la montaña. La "montaña circundante" una carretera a media altura (alrededor de 250-350M sobre el nivel del mar) creado por el Fondo Nacional Judío ofrece una vista impresionante.

#### Arroyo de Tzippori (Baja Galilea)
El arroyo Tzippori (Nahal Tzippori) abarca una de las zonas geográficas menos conocidas para muchos viajeros. Esta zona de roblegas (conocido en hebreo como "Alon HaTavor" - roble de Tabor) también cuenta con árboles de abedul y alfombras de flores en invierno y primavera. A lo largo del sendero hay arroyos de agua corriente, bombas de agua improvisadas, un castillo llamado "El Molino de los Monjes" (Takhanat HaNezirim) y los restos de otro molino impresionante en las ruinas de Alil (Khurbat Alil).

#### Ma'apilim / arroyo de Nakhash (Monte Carmelo)
Un paseo por el arroyo Nakhash proporciona una representación casi completa de los tesoros ocultos del Carmelo: Desde la cima del sendero y mientras camina por el barranco, se puede ver una impresionante vista de la Llanura Costera del Norte y la Galilea. El sendero sale cerca del Kibutz Yagur. También se puede ver un agujero kárstico vertical, la "Curva Arbutus" (Icul HaCatlavim) y al final del sendero, el Haganah slik (escondite de armamento) en Yagur. "Nakhash" significa "serpiente" en hebreo. El nombre se deriva del árabe "Wadi al Hia". Hoy en día, la corriente se llama "Nakhal Ma'apilim" después de los inmigrantes judíos ilegales que llegaron secretamente a la orilla del Mediterráneo durante la época del mandato británico.
Después de esta parte, el Camino Nacional de Israel continúa a través de la llanura de Sharon, Gush Dan, y otras áreas, que no se mencionan entre las 12 secciones.

#### Montes de Shayarot (Montañas de Judea)
Un viaje a Shayarot (Shlukhat Shayarot) ofrece vistas hacia la llanura costera y hasta las montañas de Judea, cientos de kilómetros de senderos de montaña, rutas de senderismo, cuevas, y una abundancia de flores en la primavera. El sendero pasa por el "camino de Birmania", o "camino de Sheva". Aquí usted puede subir a los postes militares que pasan por alto la carretera 1, el camino de Jerusalén-Tel Aviv, usado por los soldados de Palmach de la brigada de Harel en sus batallas en el camino a Jerusalén durante la guerra de independencia israelí. Desde aquí hay un viaje de dos días a Jerusalén a través del Sendero de Jerusalén.

#### Ruinas de Yatir a la Cantera Dragot
Este segmento de la Ruta Nacional de Israel va desde las ruinas de Yatir (Khurbat Yatir), una de las ciudades de Levi en la tierra de Judea en el borde oriental de la cordillera de Yatir, a través del Bosque de Yatir, el bosque más grande plantado por el Fondo Nacional Judío, a la reserva natural del Monte Amsha (Har Amasa), que tiene vistas impresionantes y plantas únicas. También contiene los restos de la "autopista" romana Ma'ale Dragot.

#### Mamshit y arroyode Mamshit (Negev)
El sendero pasa por la antigua ciudad de Mamshit, sus callejuelas, iglesias, restos de establos, casas y estructuras administrativas. Usted puede visitar las presas antiguas en el río Mamshit (Nakhal Mamshit) del río, caminar a través del estrecho cañón de la corriente y ver los restos de la agricultura antigua. El camino sale a la carretera 206, en la intersección Rotem - Oron.

#### Mitzpe Ramon y Makhtesh Ramon (Negev)
La ciudad de Mitzpe Ramon en la región de Negev es un lugar de reunión para los artistas, una estación para la gente que va hacia el sur a Eilat, y una base para los visitantes a Makhtesh Ramon (Cráter de Ramon). Ibex vagar libre en los acantilados, y los colores del cráter cambiar en diferentes momentos del día.

#### Arroyo de Kisuy y valle de Ovda (Negev)
Cerca del valle de Ovda (Bik'at Ovda) son dunas de arena como en el Sinaí. Los restos antiguos incluyen templos, lugares rituales y estructuras interesantes cerca de los lados de las carreteras. Desde el asentamiento moderno de Shakharot, hay vistas al desierto de Arava.

#### Arroyo de Shkhoret (Montañas de Eilat)
En la ruta se encuentran formaciones geológicas de arenisca como la "formación Amir" y la "formación Shkhoret". Se pueden ver rocas de elementos, tipos de granito en arroyos (o wadis) que minaron en las paredes de sedimentos de sus predecesores, plantas desérticas e incluso representantes de la fauna local. Diferentes tonalidades de areniscas, el granito y sus formas y colores oscuros, adornos de yeso sobre la roca y colores en abundancia, todo ello en la zona de Eilat.

## Curiosidades
El Sendero nacional israelí aparece destacado en la novela del autor israelí David Grossman "Hasta el fin de la tierra". En esa historia, la madre de un soldado israelí toma el camino para ocuparse y distraerse mientras su hijo está involucrado en una operación militar.